# Lygropia
Lygropia é um gênero de mariposa pertencente à família Crambidae.